# Temetkezési formák története
Az alábbi szócikk a Földön elterjedt temetkezési formák történetét mutatja be.

## Általános bevezetés
Egy kutatás szerint évente körülbelül 57 millió (naponta átlagosan 150.000) ember hal meg földön. Legtöbbjüket valamilyen temetésben részesítik.
A különböző korokban, különböző helyeken az idők során számos temetkezési forma alakult ki. Míg egy-egy népre évszázadokon keresztül egyfajta temetkezési mód volt elterjedt, más népeknél ez koronként változott. Az is gyakori hogy egy-egy nép vagy törzs tagjainak egy része által előnyben részesített temetkezési formákat a nép (törzs) más tagjai különféle okokból mellőzték, és más temetkezési formákat gyakoroltak. Ilyen tagolódás alapja lehetett például a nép (törzs) tagjainak életkora, vallása, társadalmi állása, vagyoni helyzete, neme. A fentieknek a fordítottja is előfordult: egymástól távol élő népeknél hasonló temetkezési formákat alakultak ki (konvergens evolúció).
A halál a modern értelemben vett kórházak (20. század eleje) megjelenéséig az élet természetes része, bejezése volt. Később – elsősorban a nyugati (európai, amerikai) kultúrában – témaköre tabusítódott.
A temetkezések történetét a szorosan vett történettudomány mellett a néprajz (etnológia, kulturális antropológia) kutatja. A temetkezések történetével szorosan összefügg a gyászviseletek változása (divattörténet), a funerális építészet (építészettörténet) és más területek fejlődése is, mindegyiket külön tudomány(ág) vizsgálja.
Kiemelendő, hogy sok régi temetkezési szokás eltűnt az idők során, csak régi utazók feljegyzéseiből ismert.

### A temetkezési formák felosztása
A temetkezési formákat röviden a következőképpen lehet felosztani:
- I. a test tényleges temetése megtörténik:
  - 1. a test földbe való helyezése (elsősorban az európai, zsidó, muszlim kultúrában)
  - 3. a test barlangba való helyezése
  - 2. a test fa odvába való helyezése (természeti népeknél)
  - 3. a test vízbe való helyezése (természeti népeknél, vikingeknél, tengerészeknél)
- II. a test tényleges temetése nem történik meg:
  - 1. a test szabadon hagyása (a test állatoknak való közvetett odaadása)
  - 2. a test fára való helyezése (természeti népeknél)
  - 3. a test elégetése (hagyományos formában és krematóriumokban) – a hamvak kezelésének ugyancsak többféle szokásával (megőrzés otthon, kolumbáriumokban; hamvak eltemetése, vízbe/szélbe szórása stb).
  - 4. a test nem tudományos célú megőrzése (pl. toradzsák szokásai, mumifikáció)
  - 5. a test tudományos célú megőrzése (kriológiai intézetek, anatómiai csonttárak)
  - 6. a test állatoknak való közvetlen odaadása (pl. keselyűknek, kutyáknak a párszik, tibetiek, mongolok körében stb.)
  - 7. a test emberi elfogyasztása (kannibalizmus)

A különböző formák néhol tiszta, néhol vegyes alakban fordultak elő.

### Másodlagos temetés
Nem önálló temetkezési forma, többféle változatban előfordul. Lényege, hogy az elsődleges temetést követi, általában akkor, amikor a holttest lágy részei elpusztultak, és csak a csontok maradtak fenn. A világ különböző részeiből számos példát találtak rá. A csónakokban és fakoporsókba (elsődlegesen) temetkező maorik (Új-Zéland) a csontokat később letisztították, és gyékényszőnyegbe tekerve faodvakban, illetve barlangokban helyezték el ismét. A minkopi nők (Andamán-szigetek) halott férjük állkapcsát a nyakukban hordták. Rubiana-szigetén (Salamon-sziget) az ősök csontjait kőrakás alá helyezték, majd a test 20-30 napig tartó lebomlása után külön épületekben tárolták holttestük lebomlása után. A manuk a koponyákat tűzben kifehérítették, és kókuszolajjal bekenve őrizték.
A mundák halottaikat elégették, majd a csontmaradványokat elásták. 2-3 évvel később kiásták ezeket, ez volt a „száraz temetés”. Hasonlóképpen cselekedtek a todák és a kóták (Nilgiri-hegység, India).
Szólna beszámolók arról is, hogy másodlagos temetés egyfajta kannibalisztikus változataként a csontokat megőrölték, és valamilyen folyadékkal összekeverve elfogyasztották a halott rokonai. A szumátrai pakpakok és karók a halál után egy évvel ásták ki a csontokat, a koponyát viszont ekkor elégették.
Halottaiknak csak koponyáját ásták ki Lawaganban. Bali szigetén egyes törzsek a temetést követően később kiásták, és elégették a maradványokat.
Az eltemetett csontok kiásának fordítottja a toradzsáknál (Celebesz-sziget) fordult elő: itt a halottat a házban őrizték koporsójába téve, míg lágy részei le nem pusztultak. Ezt követően a csontokat ásták el.

### Funerális építészet
A különböző temetkezési szokásokhoz (elsősorban a földbe temetéshez) gazdag síremlékállítási szokások alakultak ki. Ezek az egyszerű sírjeltől (pl. kereszt, kopjafa) a bonyolult, szobrokkal, festményekkel, mozaikokkal, festett üvegablakokkal stb. ellátott-díszített, olykor hatalmas funerális építészeti alkotásokig (pl. temetőkápolnák, osszáriumok [csontházak], mauzóleumok, árkádos sírok, piramisok) terjednek.
Más vidéken (Brit-szigetektől Japánig találni rá példákat) földhalmokat (gyakori megnevezéssel „kunhalmok”, kurgánok) építettek a sírra. Kisebb változatuk a Niger-vidéki „vörös dombok”, azaz kunyhó alakú földhányások földszinti és föld alatti (temetkezési) helyiséggel. Kínában nagyobb épületeket, Európa, Ázsia és Afrika egyes vidékén kőkolosszusokat, némely észak-amerikai indiánok totemoszlopokat helyeztek a sírokra.
Előfordul a jelképes (nem valódi holttestet őrző) síremlék állításának a gyakorlata is (konkrét vagy általános céllal pl. xy jelképes írja, vagy az ismeretlen katona sírja stb.). A tengeren vagy idegen földön elhunytak részére ilyen ún. „kenotáfiumokat” már az ókori görögök és rómaiak is emeltek.
A hithű muszlimok nem támogatják a funerális építmények állítását. Hasonlóképpen vélekednek a kérdésről az ortodox zsidók, habár mindkét csoport a földbe temetést részesíti előnyben.
A témakör magyarországi vonatkozásainak vázlatos bemutatásához lásd: 
- Halomsír (Rodnichki, Oroszország)
- Kheopsz-piramis (Gíza, Egyiptom)
- Núbiai piramisok (Meroé, Szudán)
- Csontház az Aprószentek temetőjében (Párizs, Franciaország, a temetőt 1780-ban felszámolták)
- Sedleci osszárium (Kutná Hora, Csehország)
- Douaumont-i osszárium (Fleury-devant-Douaumont, Franciaország)
- Családi mauzóleum (Bukarest, Románia)
- Családi mauzóleum (Hamburg, Németország)
- Családi mauzóleum (Budapest, Magyarország)
- Bazilika-szerű családi mauzóleum (Papd, Románia)
- Népek csatájának emlékműve (Lipcse, Németország)
- Cenușa krematórium, amely napjainkban már csak urnatárolóként működik (Bukarest, Románia)

## A test tényleges temetése megtörténik

### A test földbe való helyezése
A világ egyik, Európában a legelterjedtebb, napjainkban is általánosan gyakorolt temetkezési formája. Régi időktől ismert. Elterjedt volt már az ókori sumérok, babilóniaiak, perzsák, görögök, rómaiak, kínaiak körében.

##### Agyagkoporsós temetés
Jellemző a lebomló fa koporsók (régebben több helyen a kő szarkofágok) használata, ugyanakkor az ókori babilóniaiak, egyes közép- és dél-amerikai indiánok (például a csané/csiriguano-indiánok) agyagkoporsókat részesítettek előnyben. Manapság az Amazonas-vidéki takunák temetkeznek így. Az agyagkoporsós temetés és az égetés összekapcsolása a hamvak agykoporsóban való elhelyezése, szintén ismert. Érdekesség, hogy típus alfaja Magyarországon is létezett: a palócok a halott csecsemőket a házuk küszöbe alá agyagedényben temették el.
Agyagkoporsót használtak a batakok és a dajakok hindu hatásra.

##### Koporsó nélküli, földbeásásos temetés
Normál, agyagedény használata nélküli ház alá ásást a középkori finneknél volt néhol szokásban, itt az adott család az általa használt templomi pad alá temetkezett. Halott csecsemőket a Római Birodalom területén a lakóházak alá temethettek, erre az úgynevezett Tizenkét táblás törvények adtak engedélyt. Találtak a fentiekre példát (halva született vagy kereszteletlenül elhunyt csecsemőknél) a VI-VII. századból Észak-Afrikában a koptoknál (kerámiákban a házak küszöbe alá), később a középkori Odenwald (Németország) területéről (itt kifejezetten az eresz alá temetés volt szokásos). Tanibaron a szülők lakása mellett, a sikák (Flores, Indonézia) édesanyjuk fekhelye alatt temették el a meghalt csecsemőket. Nias-szigetén (Indonézia) a házak elé temették a csecsemőket.
Az ősi Japánban, a Han-kori Kínában, és Délkelet-Ázsiában is találtak példákat agyagedényes temetésre.
Házuk küszöbe alá ásták el halottaikat a halangok (Laosz). A nicobáriak fejjel a ház ajtaja felé ásták el halottaikat. A sompenek (Nikobár-szigetek) ülő helyzetben ásták el az elhunytakat.
Házuk alá temették a tinguánok is a holttesteket.
Az idősebbek holttestét helyezték el vezetőik házában a nupék (Szudán). Az előkelők holttestét elásták, a szegényekét elhagyatott helyeken madarak és kutyák prédájául letették a régi Kambodzsában és Thaiföldön. Csak a gazdagabb szingalézeket és tamilokat égették el Srí Lanka szigetén, a szegényebbeket földbe temették.
Más területeken a csecsemők részére külön temetőket hoztak létre (pl. Írországban, az ázsiai tanaahtoknál stb). Kai szigetén (Maluku-szigetek, Indonézia) ezek a gyerektemetők a keresztutaknál (vagy erdőkben) kerültek kialakításra. Indonézia más területein a halott csecsemőket az adott település nyugati, a felnőtteket keleti végébe temették el. A dajakok (Borneó, Indonézia) dombok tetejére, a basutók (Dél-Afrika) hamuba, a betszileók (Madagaszkár) folyók mellé és villámcsapásnak kitett helyekre temették a csecsemőket. Az idősebb férfiak tetemeit fákra akasztották a koobokkaburrák (Ausztrália). A nőket földbe temették.
Az Engano-szigetiek (Indonézia) felnőtt halottaikat a falu közepén vagy közelében ásták el. A várandós időszak alatt elhunyt nők testét fahácsanyagba burkolva bozótos területen földelték el. A már fentebb említett, közeli Nias-szigeten az egyszerű törzstagokat földelték csak el. Az Új-Guinea északi részén lévő Kire-Puir vidéken csak a felnőtt halottakat hamvasztották el, a gyerekeket elföldelték. Az oszétek (Grúzia) női halottaikat ásták el, a férfiakat kör- vagy bivalybőrbe csavarták, és szentként tisztelt fákra akasztották fel. Csak felnőtt halottaikat temették el a giljákok (Szibéria), a narrinyerik (Óceánia), és az abók (Ausztrália) – gyermekeiket elégették. Az előzővel ellentétben, kizárólag csak gyermek halottaikat ásták el az ihorák (Bengália, India), a kashatiják (Malajzia), az ajmarák (Argentína, Bolivia), a csanák (Argentína), a Paraná-folyó delta vidékének lakói (Argentína) és a szavanna kultúra ősi képviselői.
Felnőtteiket ásták el surarák és a pakidálok (Brazília), gyermekeiket vízbe vetették. Idős halottaikat általában elásták, a fiatalabbakat elégették a Hawaii-szigetek lakói, és több amerikai indián nép. Fiatal halottaikat elégették a malserek (dél-India) is, de itt az idősebbeket a hegyekre vitték. Elásták az elhunytakat a todák és a badjavák (India), de külön a nőket (a településeken), külön a férfiakat (azon kívül). A bamwák (Uganda) a férfiakat házaikban, a nőket azokon kívül temették el. A bantuknál (Dél-Afrika) ez úgy módosult, hogy a férfiakat (megtiszteltetésként) istállóik alá, a nőket a mögé temették el. A gbandék és a tomák (Észak-Libéria) a falvakat környező utak mentén elásták, a nőket és rabszolgákat bokrok közé vetették. Hatalmas kereszttel választották el temetők közepén a férfiakat a nőktől a zuni indiánok. Csak a fiatal nők holttestét égették el a mandzsuk, a többiekét eltemették. Csak a férfiakét a gabadák és a kovik (India), a nőket földbe temették. A núk (Kína) erdőkben temették el halottaikat. Taivan régi lakosai saját házában, oldalt fekve temették el halottaikat. Ettől kezdve a ház sírnak számított, kiköltöztek belőle.
Ülve temették el halottaikat jeravák (Kojambuttúr környéke, India), a kádarok (Tamil Nadu, India) pedig dél felé eső fejjel ásták el őket. A gondok (India) a szegényebbeket földbe temették. A tigris által megölteket elégették.
A várandós idő alatt elhalt nőket több helyen egyszerűbb temetésben részesítették (állapotukat bizonyos szempontból szégyenletesnek találva). Példa rá Württemberg vidéke (Németország). A várandós nőket, halvaszületett gyerekeket, leprásokat, himlősöket temették el az ihorák és a mundák (India). A többieket elégették. A bondák (India) megfordítva gyakorolták a szokást.
A pápuák (Új-Guinea) gyermekeik és nőik holttestét erdőben ásták el. A férfiakat szabadon hagyták, néhol barlangokban helyezték el. A koponyákat ugyancsak barlangokban (néhol úgynevezett „őrizték házakban”) megőrizték.
Csak a nőket temették földbe egyes kaukázusi népek, a férfiak testét fákra kötözték.
A kő szarkofágokat néhol a föld felszínen hagyták. A fedlap súlya biztosíték volt a koporsó kinyitása ellen. Néhol a föld alatti sír fölött jelképes (üres) szarkofág állítására került sor.
Az afrikai busongo-baka nép uralkodóit palotájának földjében ásta el, majd a palotát lezárták és magára hagyták.
A kapaukuk (Új-Guinea) az általában kisebb közösségükben nem becsült embereket az Európában ismert módon (teljesen) eltemették. Ellenben szeretett gyermekeket, nőket, öregeket is eltemették, de úgy, hogy a fejük kilátszódjon a sírból. A fej köré kis kunyhót építették, de az arcot egy nyílással szabadon hagyták, hogy a halott szelleme láthassa az élőket, és segíthessen is neki. A kunyhó köré kerítés is épült, hogy védje a halott fejét (arcát) a környék kutyáitól, disznóitól. (A férfiakat fákra helyezték, ld. alább.)
Tibetben általában csak azokat ásták el földbe, akikről úgy vélték, hogy gonosz szellem lakozik bennük. A még fog nélküli csecsemők holttestét házak falába vagy sziklarésekbe rejtették, hogy így szimbolikusan – úgymond – visszatérhessenek édesanyjuk méhébe. Tibet keleti részén ugyanakkor ez számított a szokásos temetési formának. Itt ruhátlanul, összehúzott lábakkal temették földbe az elhunytakat.
A szamrék, a szók és a bihek (Kambodzsa) a halottaikat évekkel azok halála után temették el a földbe.
A szemangok (Maláj-félsziget) összehúzott lábakkal, oldalt fekve ásták el halottaikat. Guggoló helyzetben temették el halottaikat a  minangkabauiak (Malajzia), bár területük északi részén a holtakat halottaskamrában helyezték el. Álló helyzetben temették földbe halottaikat egy igorot (Fülöp-szigetek) csoportok. Luzon-szigetén (ugyancsak Fülöp-szigetek) fagallyakkal kitömött gödrökbe temették a holtakat.
A földbe temetés speciális formáját űzték a Glazkovi kultúra (ázsiai tajga vidéke) emberei. Itt a férfiak halála után asszonyaikat vagy ágyasaikat megölték, és melléjük temették. Hasonló szokást űztek Belső-Ázsia nagyállattartó lovas népei is, itt a szolgák megölésére is sor került. (Vö.: Attila halála). A szolgák gyakori megölését (fejük levágását) a csinek (Hátsó-India) között is megfigyelték.
Egyes aleut csoportok a házak közelében fekvő kis gödrökben, gyakran tömegsírszerűen temették el elhunytaikat, főleg nőket és gyerekeket.
A koporsó nélküli földbe temetés büntetési formaként is ismert volt. Szumátrán például a gyilkosokat és vérfertőzőket temették el így.

##### Fakoporsós temetés
A Nyugati kultúrában (Európa, Amerika) elterjedt forma.
Csónak alakú fakoporsót használtak temetés során a biadjuk.

### Földfelszínen hagyott szarkofágok
Kőkoporsóba helyezték egyes szumátrai törzsek halottaikat, és azt a földfelszínen hagyták.
Hasonlót figyeltek meg az aleutoknál is, bár itt a koporsó fából vagy bálnacsontból készült.

##### Kripták használata
Falazott oldalú sírok használata széles körben elterjedt az európai kultúrában (főleg a gazdagok között), azonban máshol is találtak rá példákat. A Bismarck-szigeten (Pápuia Új-Guinea) ezt a „nagyon szép” emberekkel tették, hogy testük szépsége az utódok között fennmaradjon. A nuguruk (Polinézia) bátor vadászaikkal tettek így.
A falu- vagy nemzetségfőnök házának közelében épített építménybe helyezték el halottaikat egyes törzsek Szumátrán.

##### A test és a csontok fennmaradásának esélyei földbe való helyezés esetén
A földbe temetésnél gyakran előfordul a spontán, természetes mumifikáció. A holttest rothadásához bizonyos feltételek szükségeltetnek, ahol ez hiányzik, megmaradhat az emberi test. A rothadás általában a halált követő 24-48 óra után indul el, nyáron, testesebb embernél gyorsabban, mint hidegben, sovány emberben. 5 ℃ alatt és 50 ℃ fölött rothadás nem történik, ideális hőmérséklete a 25-40 ℃. Feltétel a hőmérséklet mellett a levegő testhez való jutása és bizonyos mértékű nedvesség. A rothadást a testben lévő baktériumok okozzák, de a lebomlást gyorsíthatják egyes férgek, bogarak; szabadon hagyott testnél varjak, keselyűk, egerek, patkányok, kutyák és sertések közreműködése.
Spontán mumifikáció a világ legkülönbözőbb részén találtak példákat, néhány: 
- fagyott földben: Pazirik-völgy (Szibéria, Oroszország),[9] Ötz-völgyi-Alpok (Ausztria)[25]
- légmentesség miatt földben: Egyiptom, Toulouse (Franciaország), Imecsfalva, Aylau, Núbia,[26] Anglia, Agrigento (Szicília), Brnó és Kutna Hóra (Csehország), Kijev (Ukrajna),[25] Pápa, Vác,[25] Szőny (Magyarország)[9]
- légmentesség miatt mocsaras, lápos területen: Belgium, észak-Franciaország, Dánia (pl. Tollundi „germán láphulla”)[26]
- romolhatatlan szentek[27]

Hasonló igaz az emberi csontokra. Míg egyes földtípusokban akár évezredekig megmaradhat az emberi csontváz, más talajokban feloldódik. Általában a fémeket konzerváló talajfajták őrzik meg rosszul az emberi csontokat, és fordítva. Ha részleges fennmaradás történik, akkor a legerősebb csontok, így hosszú csontok tömör állománya, a koponyatető, és mindenekelőtt a fogak vészelnek át hosszabb időt. Leggyorsabban az arckoponya, a hosszúcsontok vég részei, a szivacsos csontok, a bordák, és a csigolyák pusztulnak el.
- Père-Lachaise temető díszsírokkal (Párizs, Franciaország)
- Katonai temetők (Verdun, Franciaország)
- Festett fejfás temető (Szaplonca, Románia)
- Gyermekek számára kialakított temetőrész (Włocławek, Lengyelország)
- Muszlim temetők (Tomislavgrad, Bosznia-Hercegovina)
- Ortodox zsidó temető (Budapest, Magyarország)

### A test barlangba való helyezése
Régi időtől ismert temetkezési forma. Míg az ősi időkben a természetes barlangokba való temetés, később a mesterséges barlangok voltak a kedveltebbek. Ilyenre a sémi népeknél (ókori zsidók, szírek) találni példákat. Petra (ma: Jordánia területén) városában egyenesen lakásokat vájtak (temetkezési céllal is) a sziklába.
Onedjo szigetén barlangokba temették a meghaltakat, de külön a nőket a férfiaktól. A pápuák (Új-Guinea) gyermekeik és nőik holttestét erdőben ásták el. A férfiakat szabadon hagyták, néhol barlangokban helyezték el. A koponyákat ugyancsak barlangokban (néhol úgynevezett „őrizték házakban”) megőrizték.
Sziklasírokba a bátor vadászokat helyezték az ovimbunduk (Angola).
Barlangi temetkezést figyeltek meg a taszadájoknál (Fülöp-szigetek), Borneo középső részén, és az aleutoknál is.

### A test fa odvába való helyezése
Ritkább temetkezési mód. Példákat találtak rá Tasmania és Ausztrália (alkalmi jelleg), illetve Melanézia és Afrika egyes vidékeiről (kitaszítottak, kis gyermekek) ismerünk. Előfordul csontok fa odvába való helyezése is (másodlagos temetés).
A maszkaládok és a szamojédok (Európai Oroszország) csak újszülötteik holttestét helyezték fák odúiba.
Fatörzsekbe helyezték halottaikat az aéták (Fülöp-szigetek), később elásták a maradványokat.
Ilyen temetkezésekre találtak példát a Maláj-félszigeti törzseknél, de Borneón is, utóbbi helyen az odú nyílását betömték, hogy senki ne találjon a halottra.

### A test vízbe való helyezése
Néhány példa ismert az emberiség kultúrtörténetéből rá. Hagyományosan a középkori vikingek gyakorolták. A holttestet hajójukra tették, majd meggyújtották és elsüllyesztették a hajót. Ausztráliai északi vidékén, a Salamon-szigeteken, a Nikobár-szigetek középső részén, és Tibetben is ismert volt. A szokásból ered a tibetiek elutasító hozzáállása a hal-fogyasztással kapcsolatban. Egyes tibeti vidékeken csak a várandós és meddő nők holttestét vetették folyóba. Máshol a bűnösőket és a nagyon szegényeket vetették folyókba Tibet területén.
A melanéziai-szigeteken egyes törzsek tengerhez köthető toteme alapján vetettek a tengerbe meghaltakat. Csak gyermekeik holttestét vették a vízbe a surarák és a pakidálok (Brazília), felnőtteiké elásásra került. A tongák halott vezetőiket csónakjukban a nyílt tengeren elsüllyesztették.
Egyes új-írországi (Új-Guinea mellett) törzseknél megfigyelték elhamvasztott testek után maradó csontok vízbe dobásának szokását. Eddystone-szigetén (ma: Simbo, Salamon-szigetek) az asszonyok és a rabszolgák holttestét dobták a tengerbe.
Az európai hajósok a tengeren történt halálesetekkor vették igénybe a szokást. A vízbe dobott holttestet rövid idő alatt elfogyasztották a halak, rákok, férgek és tengeri csillagok. A csontok sekélyebb víznél (főleg hajósüllyedés esetén) megmaradhatnak, a mélytengerek víze azonban kalcium-karbonáttal telített, amely képes feloldani a csontokat. (Ezért nem találtak ilyen maradványokat például a Titanic fedélzetén.)

## A test tényleges temetése nem történik meg

### A test szabadon hagyása (a test állatoknak való közvetett odaadása)
Ősi temetkezési forma, leginkább vándorló népeknél volt elterjedt. Példákat találtak rá az eszkimóknál és kelet-szibériai csucskoknál. Míg az eszkimók néhány napi élelemmel inkább a beteg öregeket hagyták magukra, a csucskok megvárták a halált, majd egy magaslatra vitték, és ott hagyták a holttestet. Az elhagyott holttest idővel az állatok martalékává válik. Volt rá példa, hogy a 20. században működő, szibériai gulag-táborok parancsnokai „átvették” ezt a temetési gyakorlatot olyan esetekben, amikor az elhunyt rabok holttesteit a fagyott föld miatt nem tudták elásni. Elhagyták halottaikat a szemangok, a szemaik (Maláj-félsziget), a busmanok, ausztráliai és tasmaniai csoportok. A cséncsuk (Ándhra Prades állam, India) közül a vadászni már képtelen öregek az őserdőbe mentek éhenhalni, testük nem került eltemetésre.
A beduinok és a tuaregek őseit sem tudják kiásni a földből a régészek: a holttestet ők is a szabadban (itt: sivatag) hagyják, azokat a rókák és a farkasok eszik meg. A szokás változata a halott kunyhójában hagyása, esetleg a kunyhó külsejének ágakkal való letakarása a ragadozók elleni védelem céljából. Néhol halásesetkor a kis alkalmi település elhagyására is sor került. A kunyhóba temetésre észak- (egyes algokin törzsek) és dél-amerikai indiánoknál, Hátsó-Indiában, az Indonéz-szigetvilágban és Afrikában találtak a kutatók példákat. Földfelszínen hagyásra egyes ausztráliai törzseknél is találtak példákat. Az Engano-szigetiek (Indonézia) a fertőző betegségben elhaltak tetemeit ruha nélkül a bozótokba vetették. A közeli Nias-szigeten a rabszolgák testét az erdőkbe vetik ki táplálékul a vaddisznóknak. Az itesók (Uganda) halott csecsemőiket tették a bokrok közé. A nandik (Kenya) újszülötteik holttestét a hiénáknak hagyták prédául. A gbandék és a tomák (Észak-Libéria) a falvakat környező utak mentén elásták, a nőket és rabszolgákat bokrok közé vetették. Az erdőkben hagyták a holttesteket a veddák (Srí Lanka), csak egy követ helyezték a mellkasukra, hogy ne tudjanak visszajönni az élők közé.
A mokének (Andamán-szigetek) elhagyott helyeken kis platókat készítettek, és erre helyezték az elhunytakat.
Az ősi Japánban kagylóhalmok alá, összehúzott testhelyzetben, oldara fektetve, fejük alá köveket téve temették az elhunytakat.
A taszadájoknál (Fülöp-szigetek) az őserdőben meghaltakat egyszerűen levelekkel betakarva sorsára hagyták.
A kapaukok (Új-Guinea) a vízbefulladt embereket a test kifogása helyén a parton hagyják, de a test körül kerítést építenek. A többit elvégzik az elemek. A igindiák (Kelet-Afrika) idősebb halottaikat földimalacok telephelyein helyezték el. A krobók (Ghána) terhes női holttestét vetették a bokrok közé.
Az előkelők holttestét elásták, a szegényekét elhagyatott helyeken madarak és kutyák prédájául letették a régi Kambodzsában és Thaiföldön. A fangák és bandák (Gabon) vezetőik holttestét hagyták az erdőben a vadállatoknak.
Faragott és magasra helyezett kőállványokra helyezték a hók, a horókm és a bhumidzsok (India).
A férfiak és nők koponyáit külön „koponyahegyekben” gyűjtötték Santa Ana szigetén (Salamon-szigetek).
Bali szigetén, Trunyan faluban egy fa gyökere közelében helyezik el bambusszal letakarva a halottakat.
Újabb, 1987-ben a Tennessee Egyetemen indult kezdeményezés a nyugati világban (Amerikai Egyesült Államok) az úgynevezett „testfarmok” (angolul: body farm[s]) megjelenése. Itt (egy körülhatárolt, védett) természetes helyen, különböző körülmények között a szabadon hagyott test bomlását tanulmányozhatják orvosok, igazságügyi szakértők, rendőrök. Sok ember döntött úgy, hogy ilyen – nem szokványos – tudományos kutatásra ajánlja fel a testét. (A Tennessee Egyetemen például 1972 és 2023 között körülbelül 1800 holttest lebomlását tanulmányozták.) A megmaradt csontok később szintén tudományos célú kutatásokat tesznek lehetővé.

### A test fára vagy állványra való helyezése
Több népnél, elszórtan megfigyelhető jelenség. Az ausztráliai abók azzal magyarázták a szokást, hogy a bomló holttest nedvei a fákban felszívódnak, a halott lelke is oda költözik át. Később, a fa gyümölcseinek elfogyasztásakor kerül a nőkbe az őket megtermékenyítő úgynevezett „gyerekmag”. Az abók mellett ismerték, mint temetkezési formát az agák (Bali), nagák (India), a sziúk és más észak-amerikai indián törzsek.
A temetésnek változata az állványra temetés. Mindkettőre (fára és állványra temetés) találtak példákat egyes ausztráliai és észak-amerikai indián törzseknél. Az Engano-szigetiek (Indonézia) a három hónaposnál idősebb gyereket halászhálóba burkolva akasztották fákra. Az Engano-szigettől délre fekvő Mentawai-szigeten a halottakat korábbi kívánságuk szerint elföldelték vagy állványra helyezték. A krokodiltámadás során életüket vesztetteket fák ágai közé helyezik, hogy az ég szellemei könnyen észrevegyék, és bosszút állhassanak a krokodilokon. A közeli Nias-szigeten a törzsfők testét helyezték állványokra haláluk után. Az oszétek (Grúzia) női halottaikat ásták el, a férfiakat kör- vagy bivalybőrbe csavarták, és szentként tisztelt fákra akasztották fel. Állítólag, Apollóniosz Rhodiosz híradása szerint az ókorban a mai Mingrélia (szintén Grúzia) területén is megfigyelték a szokást. A kapaukuk (Új-Guinea) a felnőtt férfiakat temették fára guggoló helyzetben. A test köré kis kunyhót is ácsoltak, a fa több ágait a temetés után lenyesegették, hogy sírjelként szolgáljon. A harcban elesett férfiak testét kinyújtóztatva legalább 1,5 m magas állványra tették. Az életükben gyűlölt személyeket és a gyermekszülés során meghalt nőket haláluk után összekötve kunyhójukban helyezték állványra, majd a kunyhót véglegesen lezárták. A jimarok is Ú-Guineában (annak északi részén) élnek. Ők a földbetemetéssel párhuzamosan gyakorolták az állványra temetést.
Nyitott koporsóban helyezték állványokra halottaikat konjak nágák (Asszám, India). A lágyrészek lepusztulása után a halott koponyáját a falvakba vezető utak menti koponyatartókba helyezték. Háncsba csavart holttestek állványra való helyezéséről Tahiti szigetét kutatók is beszámoltak.
Az altajiak (Szibéria) halott csecsemőiket birkabőrbe csavarva akasztották fák ágaira. A tanák (Flores, Indonézia) halott csecsemőiket kosarakban helyezték a fákra. Fára való temetésre találtak példát a közeli Lomblen és Timor szigetén is.
Az idősebb férfiak tetemeit fákra akasztották a koobokkaburrák (Ausztrália). A nőket földbe temették.
Csak az idősek holttestét (fejük levágása után) akasztották fára a surarák és a pakirájok (Brazília). A test lebomlása után a csontokat eltemették. Csak a férfiak testét kötözték fákra, a nőket földbe temették egyes kaukázusi népek.
Hónapokig tartották emelvényen halottaikat a csinek (Hátsó-India), csak később földelték el a maradványokat. A laók (Laosz) hasonlóan jártak el, de végül ők elégették a maradványokat.
Előkelő halottaik testét tették fára az andamánok (Andamán-sziget) és a szemangok (Malajzia). Az andamánok a halva született, vagy korán meghalt csecsemők testét is fákra akasztották. A Maláj-félszigeten egyébként az állványos temetés elterjedtnek számított a törzsek körében.
Az előkelők fakoporsóit helyezték állványra (vagy néha külön kis házba) a dajakok.
Találtak ilyen temetésre példát a toradzsáknál (Celebesz-sziget) is (emelet magas építmények tetejére kitett holttestek formájában). Egyes szumátrai törzsek halottaikat kosarakba vagy csónak alakú tákolmányokba tették, és azokat fákra akasztották.  Az ugyancsak szumátriai atjehek úgynevezett „fészeksírba” helyezték halottaikat.
Régebben Tibetben is szokás volt, hogy előkelők testét összekötve fákra akasztották azzal a céllal, hogy a madarak lecsipegessék róluk a húst. A megmaradt csontokat a folyókba dobták.
- Indián, sziú-törzsi fára temetés (1840-es évekbeli festmény)
- Indián, assziniboin-törzsi fára temetés (1840-as évekbeli festmény)
- Indián fára temetés (1880-as évekbeli festmény)
- Indián fára temetés (1890-es évekbeli festmény)
- Eszkimó fára temetés (1920-as évekbeli felvétel)

### Függő koporsók
A fára helyezési gyakorlat változatának tekinthető a Fülöp-szigeteki igorotok (Sagada város környékén) függő koporsói. Itt némely halottak (általában vezetők, tisztelt férfiak) testét sziklafalakra függesztett koporsókba helyezik. Függő koporsós temetésre ismertek korábbi feljegyzések Indonézia és Kína egyes vidékeiről is. Kínában a mai Szecsuán és Jüan tartományban élt, mára már kihalt bo-nép temette halottait koporsókban sziklákra. Az ezen a területen ma is élő ku-nép körében is alkalmilag előfordul a szokás. Más kínai tartományokban is találtak példákat a temetési formára (pl. Hupej, Kuanghszi).
- Függő koporsók Sagada környékén (Fülöp-szigetek)
- Függő koporsók (Celebesz)

### A test elégetése

##### A hagyományos hamvasztása
A földbe temetés mellett talán a leginkább elterjedt temetkezési forma. Két fő formáját lehet megkülönböztetni: a régi időktől létező hagyományos elégetést, és a 19. századtól megjelenő modern, ipari jellegű halotthamvasztást.
A hagyományos elégetés a legrégebbi idők óta ismert az emberiség körében. Napjainkban néhány természeti nép mellett a hindu és buddhista vallású országokban gyakorolják. Előkészület égetésre: 
Találtak rá példákat Új-Írországban, az afrikai soeréknél, egyes ausztráliai és észak-amerikai indián törzseknél is. Az Engano-szigetiek (Indonézia) a három hónaposnál fiatalabb gyereket hamvasztották el. Az észak-amerikai algokin indiánoknál törzsenként néhány család, a batakoknál (Szumátra) egyetlen nemzetség privilegizálta ki magának a hamvasztás lehetőségét. Az Új-Guinea északi részén lévő Kire-Puir vidéken csak a felnőtt halottakat hamvasztották el, a gyerekeket elföldelték. Csak csecsemő halottaikat égették el a giljákok (Szibéria), a narrinyerik (Óceánia), és az abók (Ausztrália). Az előzővel ellentétben, kizárólag csak felnőtt halottaikat égették el az ihorák (Bengália, India), a kashatiják (Malajzia), az ajmarák (Argentína, Bolivia), a csanák (Argentína), a Paraná-folyó delta vidékének lakói (Argentína) és a szavanna kultúra ősi képviselői. Csak a fiatal nők holttestét égették el a mandzsuk, a többiekét eltemették. Csak a férfiakét a gabadák és a kovik (India), a nőket földbe temették. A várandós nőket, halvaszületett gyerekeket, leprásokat, himlősöket temették el az ihorák és a mundák (India). A többieket elégették. A bondák (India) megfordítva gyakorolták a szokást. A todák és a kóták (Nilgiri-hegység, India) a holttesteket elégették, majd 2-3 évvel később a csontokat kiszedték a földből, és ismét eltemették. Csak a gazdagabb szingalézeket és tamilokat égették el Srí Lanka szigetén, a szegényebbeket földbe temették.
Általában az indiai Asszám törzsi lakosai elégették halottaikat (kivétel a konjak nágák, ld. az állványos temetkezési résznél). Élégették halottaikat lucsék is.
Halottaikat elégették a moszomanok (Kelet-Tibet), és hamvaikat a származási helyüknek tartott Hladzse-hegy tetejére tették. Csak a közembereket égették el a sanok (Kelet-Burma).
Koporsóba helyezték, majd a halált követő 10. napon elégették halottaikat a duszunok (Borneo).
Csak a tigrisek által megölteket és az előkelőket égették el a gondok (India), a többi (szegény) halottaikat eltemették.
Elégették germániai szálláshelyükön halottaikat a longobárdok. Később a Kárpát-medencébe költözve tértek át a helyi népek hatására a földbe temetésre.
Az aikanák (Brazília) gyermekeik holttestét eltemették, majd két hónap múlva ismét kiásták. Az ekkora már csontváz szintre bomlott maradványokat elégették, majd a hamvakat a gyermek édesapjának házában kiakasztották. Idős halottaikat általában elásták, a fiatalabbakat elégették a Hawaii-szigetek lakói, és több amerikai indián nép. Fiatal halottaikat égették el a malserek (dél-India), de itt az idősebbeket a hegyekre vitték. Elégették a várandós állapotban vagy szülés során meghalt nőket a kínaiak és a jaók (Kvangtung, Kína). Csak a szegények holttestét égették el a mismik (India) és a leók (Mekong-vidéke, Vietnam), csak az előkelőkét a kalmükök (Oroszország), a lepcsák, és a torgutok (Mongólia).
Az 50 évnél idősebbeket égették csak el a gondok, a kudumik (India), a szanok, a koinok (Dél-Afrika).
Egyes igorot törzsek is égettek halottakat.
Tibetben általában a lámáknak jutott osztályrészül a hamvasztás.
- Ahuitzotl azték császár (megh. 1502) elhamvasztása
- Hagyományos hamvasztás Kalkuttában (India, 1877-es rajz)
- Benáreszi hamvasztópart (India)
- Hagyományos hamvasztás Indiában
- Elesett japán katonák elégetése (1904-es rajz)
- Hagyományos hamvasztópart Nepálban (Kathmandu)
- Hagyományos hamvasztópart Nepálban (Kathmandu)
- Hagyományos hamvasztás Nepálban (Kathmandu)
- Hagyományos hamvasztás Srí Lankán
- Hagyományos hamvasztásra előkészület Új-Guineában
- Hagyományos hamvasztás Laoszban
- Hagyományos hamvasztás Thaiföldön
- Hagyományos hamvasztás Bali szigetén

##### A hamvasztóüzemek
A nagyüzemi halotthamvasztás gondolata az ipari forradalom idején merült fel. Közvetlen első felvetője valószínűleg a népmesegyűjtés kapcsán ismert Jacob Grimm német nyelvész és irodalomtudós volt a 19. század első felében. A technikai feltételek megalkotása 1874-ben a Siemens-vállalathoz köthető. Az első, modern értelemben vett hamvasztóüzem Milánó városában nyílt meg 1876-ban, majd nem sokkal később a német Gotha területén is megépült a következő. A századfordulóra a krematóriumok fokozatosan elterjedtek Európában és Amerikai Egyesült Államok területén. A keresztény egyházak (különösen a római katolikus egyház) kezdetben igen erősen tiltakoztak az emberi test elhamvasztása ellen. Később megértőbbekké váltak, és napjainkban már nincs (egyházi szempontból sincs) akadálya annak, hogy egy vallásos katolikus embert elhamvasszanak a halála után.
Magyarországon 1903-ban, majd 1915-ben tervpályázatot írtak ki egy budapesti krematórium építésére. Az épület magas építési költsége és a vallási tiltakozások miatt nem épült fel. A Magyar Királyság területén 1915-ben épült fel az első krematórium az 1920-as Trianoni békediktátum miatt ma már szlovák városnak számító Zsolna városában. A mai (csonka) Magyarország első hamvasztóüzeme végül 1932-re épült fel, ez volt debreceni krematórium. A létesítmény 19 éven át csak ravatalozóként működött, krematóriumi minőségben csak 1951-ben helyezték üzembe. Érdekesség, hogy a fentiekkel szemben a fővárosban Budapesten nem is létesült hosszú időn át hamvasztóüzem. Csak jóval a második világháború után (és 65 évvel az 1903-as első tervpályázat után), 1968-ra épült meg Pomsár János tervei szerint az Új köztemetőben az első budapesti krematórium.
A test elégetését hithű muszlim és zsidó nem kérheti.
A hamvak kezelésének sokféle módja létezik. Ezek a földbetemetéstől az égbe/vízbe szóráson át az otthon való megőrzésig terjednek. 1998-tól igen gazdag emberek számára a hamvak űrbe juttatásának lehetősége is megnyílt.
Fontos kiemelni, hogy bűncselekményeknél az áldozat elhavasztása törvényszéki okokból általában nem megengedett.
- Milánói krematórium (Olaszország)
- Gothai krematórium (Németország)
- Berlini krematórium (Németország)
- Hamburgi krematórium (Németország)
- Zürichi krematórium (Svájc)
- Londoni krematórium (Anglia)
- Wokingi krematórium (Anglia)
- Párizsi krematórium (Franciaország)
- Cenușa krematórium (Bukarest, Románia)
- Debreceni krematórium (Magyarország)

### A test nem tudományos célú megőrzése (kiszárítás)
A halál után megőrződött emberi test múmiának nevezik. A természetes módon megőrzött testeket a szócikk fentebbi része („A test földbe való helyezése”) említi. A mesterséges megőrzést régi időktől fogva ismerték, és különféle sikerességgel gyakorolták az egyes kultúrák.
A legismertebbek az egyiptomi múmiák. A szokást Egyiptomban Kr. e. 3000 körültől az arab korig (Kr. u. 7. század), egyes távoli vidékeken még tovább több-kevesebb változtatással követték magasabb rangú személyek, elsősorban fáraók esetében. Balzsamozták halottaik egy részét a szkíták (Kr. e. 600 k.), füsttel az asszámi (India) nágák, mézzel a khásik (szintén India). Túróval, sáfránnyal és kámforral kezelték, majd pólyába csomagolták halottaikat egyes indián törzsek. Más indiánok (Alaszka, Virginia, Montana, és Mexico területén) a halott bőrét lefejtve kikészítették, majd a lágyrészek lebomlása után száraz fű alárakással visszahelyezték a csontokra. A celebeszi toradzsák és a fülöp-szigeteki aéták gyantával itatták át halottaikat. Ismerték a mumifikálást a Kanári-szigetek őslakosai, a guancsok, némely ausztráliai bennszülött törzsek, a maorik Új-Zélandon, az Új-Hebridák (ma: Vanutatu) népei, és maradtak fenn múmiák az Inka Birodalomból is Peruban. Magyarország területén Aquincumból és Dunaújvárosból találtak kőszarkofágokban balzsamozott római holttest-maradványokat.
Tibet és Mongóliában a lámákat általában elhamvasztották, de ritkán mumifikálásukra is sor került.
Az algokin indiánok (USA) vezetőik holttestét kipreparálták, majd közszemlére helyezték.
A toradzsák mumifikálási eljárásaikon túl egy, a világ népeinek temetési szokásaitól merőben eltérő dologról is ismertek. Halottaikat a költséges temetési szertartási (bivalyáldozás) időpontjáig, illetve az arra való pénz összeszedéséig az élők között (például lakásukban) tartják, és úgy is bánnak velük, mint az élőkkel. A szegényebb halottak koporsóit sziklahajlatokban, a gazdagabbakét kőbe vájt sírokban helyezik el. Érdekes szokásuk, hogy utóbbi esetben a sír bejáratához a halottat ábrázoló szobrot helyeznek emlékeztetőül.
A fentebb említett konjak nágák (Asszám, India) alapvetően állványos temetést alkalmaztak, ám olykor egyes emberi fejeket füstöléssel tartósítottak. Mumifikálásra találtak példát Adonara szigetén is (Indonézia).
Érdekesség, hogy az Új-Guineai kukukukuk is füstölést használtak az emberi testek megőrzésére, majd azokat (egy utazó leírása szerint) egy magasabb dombtetőn helyezték el. Az eljárás az utazó leírása szerint hosszadalmas, és hosszú távon sikertelen is volt, mert több régebbi múmiát végül is felfaltak a kisebb bogarak. A füsttel való tartósítást korábban az ugyancsak új-guineai danik is gyakorolták.
A szokást egyes európai királyi családok, így a Habsburg-ház uralkodói (és a családból származó magyar nádorok) is követték. Vlagyimir Iljics Lenin orosz kommunista politikus holttestét 1924-es halála után szintén tartósították. Összevetésként a „szinte tökéletes” állapotban fennmaradt egyiptomi fáraók múmiáival szemben Lenin maradványait folyamatosan kezelés alatt kell tartani, évi költsége 2016-os adat szerint 13 millió rubel (átszámítva kb. 54 millió Forint).
Sokáig úgy gondolták, hogy arzénnal mérgezték meg, és ez tartósította Széchenyi Pál (1645–1710) kalocsai érsek testét. Az újabb kutatásokból kiderült, hogy testét mesterségesen tartósították (eredetileg feltehetően a temetés időpontjáig számítva).
- Toradzsa múmiák
- Toradzsa temető a holtakat jelképező szobrokkal
- Széchényi Pál kalocsai érsek üvegkoporsója mumifikálódott testével

### A test tudományos célú megőrzése
Előfordul, főleg a modern világban, hogy emberek holttesteit tudományos célból részben vagy egészben megőrzik különböző intézetekben. Ilyenek lehetnek anatómiai intézetek, de (régészeti kutatások után) különböző múzeumok embertárai is. Néhol a csontok, múmiák mellett közvetlenül a halál után végzik el a test intézetbe helyezését. Jeremy Bentham (1748–1832) angol filozófus teste (fejét leszámítva) konzerválva bárki által megtekinthető.
A 2010-es években megjelentek az orvostudomány fejlődésébe, és az esetleges mesterséges feltámasztásba vetett várakozások kapcsán a kriolónikai intézetek, ahol a holttesteket szárazjégbe fagyasztva őrzik. Az első ilyen holttest-eltevésre – egy 1967-es kísérletet leszámítva – 2017-ben került sor.
- Jeremy Bentham bebalzsamozott teste a University College Londonban kiállítva

### A test állatoknak való közvetlen odaadása
Európai szemmel meglehetősen szokatlan a holttest állatoknak való közvetlen odaadása. A jelenséget a buddhista-sámánista Tibet és Mongólia lakóinál napjainkban is meg lehet figyelni. Elsősorban keselyűk, sasok, hollók („égi temetés”), és kutyák fogyasztották el a maradványokat. Arra is van példa, hogy a holttestet darabokra vágják és így adják a keselyűknek. A megmaradt csontokat néhol megőrlik és a halott agyvelejével összegyúrva kis adagokban megetették ugyancsak a keselyűkkel. Más feljegyzések szerint az összetört csontokat növényi liszttel keverve ajánlották fel a vidék madarainak. Előfordult egyébként a csontok elégetése, azok földbeásása is.
A mongoloknál ugyanakkor az állatoknak való kitétel mellett a dombtetők földjébe temetésre is találtak példákat. Lámáikat elhamvasztották, különleges esetekben mumifikálták.
Ismeretes ez a fajta temetési mód a zoroasztrizmus hívei körében is. Az ókori eredetű, ma már csak kevesek által Irán és India területén követett vallás hívei a szent föld, víz, tűz és levegő tiszteletben tartása miatt választották a különös temetkezési módot. Külön építményeket is emeltek erre a célra. A kör alakú „Hallgatás tornyai” (dakhma) a nemkívánatos tekintetektől elzáró magas falukon belül teraszos kiképzést nyertek. Az ide helyezett, levetkőztetett holttesteket nemek szerint, és életkor szerint (férfiak, nők, gyerekek) különítették el, majd a környék keselyűivel fogyasztatták el azokat. A jellemzően néhány óra alatt lerágott csontokat a torony közepében lévő, meszes kútba kotorták utána.
A szokás alformáját találták meg az arubóknál (Délafrika), ahol a halott csecsemők testét hangyabolyba helyezték.
- Előkészület „égi temetésre” Tibetben 1938-ban...
- ...ugyanez 2007-ben
- „Hallgatás tornyai” (Mumbai, India) ábrázolása (1900 k.)
- Egy működő „Hallgatás tornya” (1880-as évekbeli rajz)
- A „Hallgatás tornyai”nak alaprajza felülnézetből